# Paul Sauvé
Pour les articles homonymes, voir Sauvé.
Joseph-Mignault-Paul Sauvé, né le 24 mars 1907 à Saint-Benoît et mort, en fonction, le 2 janvier 1960 à Saint-Eustache, est un avocat, militaire et homme politique québécois. Il est le 17e premier ministre du Québec, fonction qu'il occupe sous la bannière de l'Union nationale de 1959 jusqu'à sa mort en 1960.

## Biographie

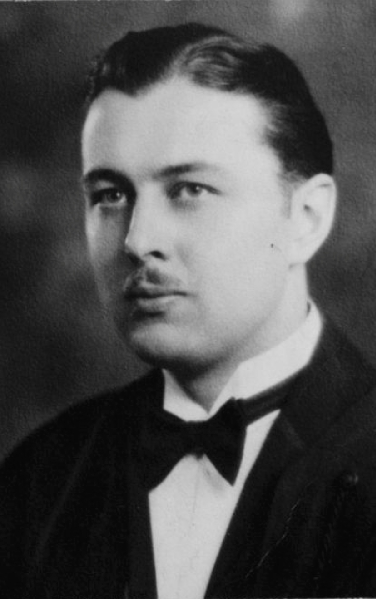
Paul Sauvé vers 1930

Il est le fils d'Arthur Sauvé, journaliste et homme politique, et de Marie-Louise Lachaîne. Il étudie au Séminaire de Sainte-Thérèse (où il est camarade de Paul-Émile Léger, le futur cardinal), au Collège Sainte-Marie et à l'université de Montréal. Il est admis au Barreau de la province de Québec le 8 juillet 1930.

### Politique
Sa carrière politique débute lors d'une élection québécoise partielle en 1930, quand il est élu à l'Assemblée législative du Québec comme candidat du Parti conservateur, succédant ainsi à son père comme député de la circonscription de Deux-Montagnes. Il est réélu lors de l'élection générale de 1931. Il est défait à l'élection générale de 1935. Le 4 juillet 1936, Il épouse Luce Pelland, dans la paroisse Saint-Jacques-le-Majeur, à Montréal.
Il est un des membres fondateurs de l'Union Nationale, qui succède au Parti conservateur, et il revient à l'Assemblée législative lors de l'élection générale de 1936. Il devient en 1936 le plus jeune Orateur (président) de l'Assemblée législative, poste qu'il occupe du 7 octobre 1936 au 20 février 1940. Il est réélu député à l'élection générale de 1939.

### Seconde Guerre mondiale

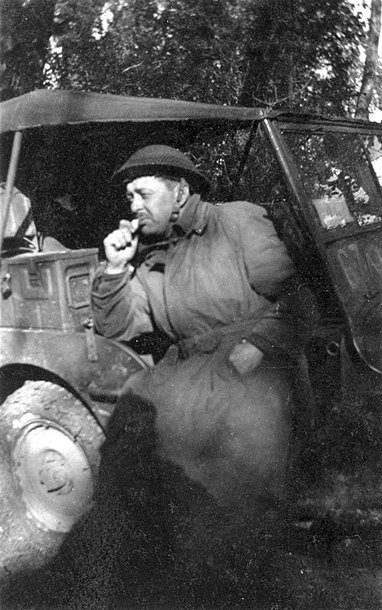
Paul Sauvé en 1944

Durant la Seconde Guerre mondiale, il fait son service militaire dans les forces canadiennes, au sein des Fusiliers Mont-Royal. Le 7 juillet 1944, les Fusiliers Mont-Royal, dont Sauvé est commandant en second, arrivent à Courseulles et participent à la bataille de Normandie. Sauvé est réélu député lors de l'élection générale du 8 août 1944 en son absence, alors qu'il est à la guerre en Europe. À la fin du mois d'août 1944, il est promu lieutenant-colonel et commandant des Fusilliers Mont-Royal. Le bataillon combat ensuite en Belgique, où il participe à la libération de la ville de Cappelen au début du mois d'octobre 1944, puis en Hollande, où il participe à la campagne de Beveland-du-Sud (voir bataille de l'Escaut).

### Ministre
Les élections de 1944 ayant ramené au pouvoir l'Union nationale de Maurice Duplessis, celui-ci crée le ministère de la Jeunesse et du Bien-être social et Paul Sauvé en devient le premier titulaire en 1946. Sauvé est réélu comme député de Deux-Montagnes lors des élections générales de 1948, de 1952 et de 1956.

### Premier ministre
Après la mort de Duplessis le 7 septembre 1959, Sauvé lui succède comme chef de l'Union nationale et comme premier ministre du Québec. Sauvé meurt dans l'exercice de ses fonctions à Saint-Eustache, le 2 janvier 1960, ayant occupé le poste de premier ministre pendant seulement 112 jours.
Durant ces « cent jours », comme les appellent les historiens, Sauvé entreprend une large revue des dossiers auxquels fait face le gouvernement du Québec, y compris bon nombre qui avaient été ignorés pendant l'ère Duplessis. Sauvé est considéré comme étant resté fidèle à ses convictions et n'ayant pas succombé à la peur et l'intimidation devant « le chef » (Duplessis). Certains disent qu'il se tenait debout seul dans un cabinet qui n'osait jamais défier Duplessis.
Lorsque Sauvé devient premier ministre, il annonce des changements dans le fonctionnement du Québec. Il communique cette détermination par le slogan qu'il adopte pour marquer une certaine distance par rapport à son prédécesseur Maurice Duplessis : « Désormais ». Or, de récentes recherches soulèvent la possibilité que Sauvé n'ait jamais prononcé le « Désormais ».
Sauvé entreprend de mettre en œuvre ces changements immédiatement, mais il meurt soudainement dans l'exercice de ses fonctions et laisse le gouvernement de l'Union Nationale dans la confusion.  Antonio Barrette devient son successeur comme chef de l'Union nationale et comme premier ministre.
En ce qui concerne le fédéralisme canadien, le gouvernement provincial de Sauvé considérait que les subventions fédérales accordées aux universités empiétaient sur une zone réservée exclusivement aux provinces en vertu de l'Acte de l'Amérique du Nord britannique de 1867 (devenu depuis la Loi constitutionnelle de 1867). Des demandes ont également été faites pour que l'impôt provincial sur les études universitaires soit déductible.
Le gouvernement Sauvé a également voulu entreprendre une étude approfondie de la législation fédérale concernant le régime fédéral d'assurance-hospitalisation et les moyens de l'adapter au Québec.
Sauvé est inhumé dans le cimetière de Saint-Eustache, le 5 janvier 1960.

## Distinctions et hommages

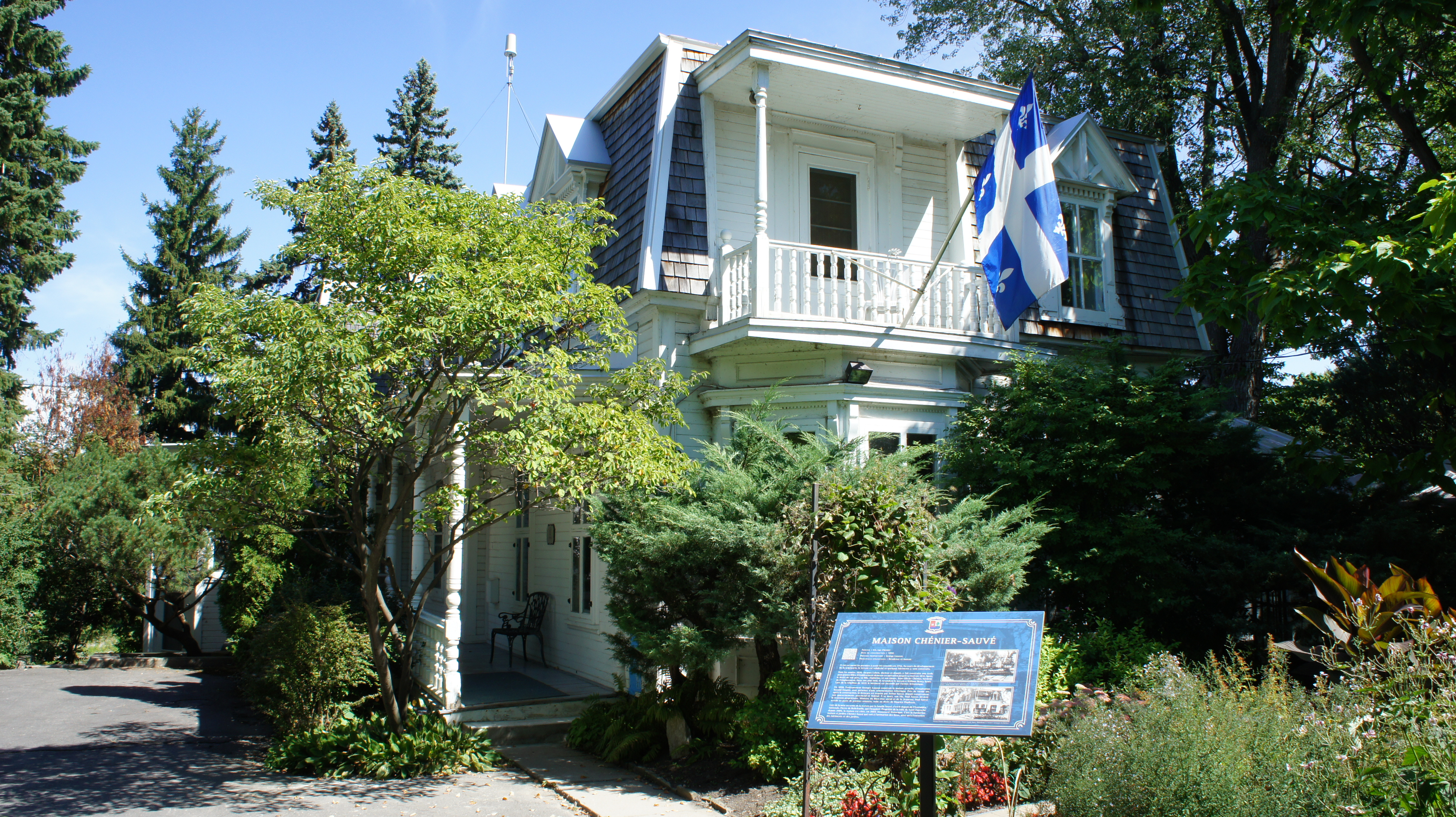
La Maison Chénier-Sauvé à Saint-Eustache, où demeura Paul Sauvé

- Décoré en 1946 de la croix de guerre 1939-1945 (France)[1]

Les lieux suivants ont été nommés en sa mémoire :
- La rue Sauvé a été nommée en son honneur ,en 1951, dans l'ancienne ville de Sainte-Foy, maintenant présente dans la ville de Québec.
- L'aréna Paul-Sauvé, construit à Montréal en 1960 et démoli en 1996.
- La circonscription électorale de Sauvé, nommée en 1972. Elle est fusionnée depuis 2003 dans la circonscription de Bourassa-Sauvé.
- L'école Sauvé, une école primaire de la ville de Deux-Montagnes
- Le Parc national d'Oka portait le nom de Parc Paul-Sauvé avant le 21 juin 1990.

## Résultats électoraux

### Résultats électoraux de Paul Sauvé
|       | Nom                    | Parti        | Nombre de voix | %      | Maj. |
| ----- | ---------------------- | ------------ | -------------- | ------ | ---- |
|       | Paul Sauvé             | Conservateur | 1 728          | 54,2 % | 268  |
|       | Ernest de Bellefeuille | Libéral      | 1 460          | 45,8 % | -    |
| Total | Total                  | Total        | 3 188          | 100 %  |      |

|       | Nom                    | Parti        | Nombre de voix | %      | Maj. |
| ----- | ---------------------- | ------------ | -------------- | ------ | ---- |
|       | Paul Sauvé (sortant)   | Conservateur | 1 645          | 51,5 % | 97   |
|       | Ernest de Bellefeuille | Libéral      | 1 548          | 48,5 % | -    |
| Total | Total                  | Total        | 3 193          | 100 %  |      |

|       | Nom                  | Parti        | Nombre de voix | %      | Maj. |
| ----- | -------------------- | ------------ | -------------- | ------ | ---- |
|       | Jean-Léo Rochon      | Libéral      | 1 848          | 50,2 % | 14   |
|       | Paul Sauvé (sortant) | Conservateur | 1 834          | 49,8 % | -    |
| Total | Total                | Total        | 3 682          | 100 %  |      |

|       | Nom                       | Parti        | Nombre de voix | %      | Maj. |
| ----- | ------------------------- | ------------ | -------------- | ------ | ---- |
|       | Paul Sauvé                | Conservateur | 2 127          | 56,5 % | 490  |
|       | Jean-Léo Rochon (sortant) | Libéral      | 1 637          | 43,5 % | -    |
| Total | Total                     | Total        | 3 764          | 100 %  |      |

|       | Nom                  | Parti        | Nombre de voix | %      | Maj. |
| ----- | -------------------- | ------------ | -------------- | ------ | ---- |
|       | Paul Sauvé (sortant) | Conservateur | 1 930          | 53,3 % | 236  |
|       | Jean-Léo Rochon      | Libéral      | 1 694          | 46,7 % | -    |
| Total | Total                | Total        | 3 624          | 100 %  |      |

|       | Nom                           | Parti               | Nombre de voix | %      | Maj.  |
| ----- | ----------------------------- | ------------------- | -------------- | ------ | ----- |
|       | Paul Sauvé (sortant)          | Conservateur        | 3 599          | 50,8 % | 1 509 |
|       | Jean-Léo Rochon               | Libéral             | 2 090          | 29,5 % | -     |
|       | Jean-Louis Cyr                | Bloc populaire      | 1 313          | 18,5 % | -     |
|       | Ferdinand-Arsène-Aimé Legault | Libéral indépendant | 86             | 1,2 %  | -     |
| Total | Total                         | Total               | 7 088          | 100 %  |       |

|       | Nom                   | Parti               | Nombre de voix | %      | Maj.  |
| ----- | --------------------- | ------------------- | -------------- | ------ | ----- |
|       | Paul Sauvé (sortant)  | Conservateur        | 5 638          | 62,6 % | 2 431 |
|       | Gabriel-Oscar Comtois | Libéral             | 3 207          | 35,6 % | -     |
|       | Jean Boisclerc        | Union des électeurs | 155            | 1,7 %  | -     |
| Total | Total                 | Total               | 9 000          | 100 %  |       |

|       | Nom                   | Parti                   | Nombre de voix | %      | Maj.  |
| ----- | --------------------- | ----------------------- | -------------- | ------ | ----- |
|       | Paul Sauvé (sortant)  | Conservateur            | 7 257          | 75 %   | 4 991 |
|       | Alfred Marcil         | Libéral                 | 2 266          | 23,4 % | -     |
|       | Jasper Harold Webster | Commonwealth coopératif | 157            | 1,6 %  | -     |
| Total | Total                 | Total                   | 9 680          | 100 %  |       |

|       | Nom                           | Parti               | Nombre de voix | %      | Maj.  |
| ----- | ----------------------------- | ------------------- | -------------- | ------ | ----- |
|       | Paul Sauvé (sortant)          | Conservateur        | 8 133          | 72,3 % | 5 162 |
|       | Ferdinand-Arsène-Aimé Legault | Libéral             | 2 971          | 26,4 % | -     |
|       | Roger Séguin                  | Social démocratique | 143            | 1,3 %  | -     |
| Total | Total                         | Total               | 11 247         | 100 %  |       |